# Heodes caerulescens
Heodes caerulescens är en fjärilsart som beskrevs av Hans Rebel 1910. Heodes caerulescens ingår i släktet Heodes och familjen juvelvingar. Inga underarter finns listade i Catalogue of Life.